# Нельсон, Джордж (дизайнер)
Джордж Нельсон (англ. George Nelson, 29 мая, 1908, Хартфорд (Коннектикут) — 5 марта, 1986, Нью-Йорк) — американский промышленный дизайнер и теоретик. Основоположник модернистского дизайна.

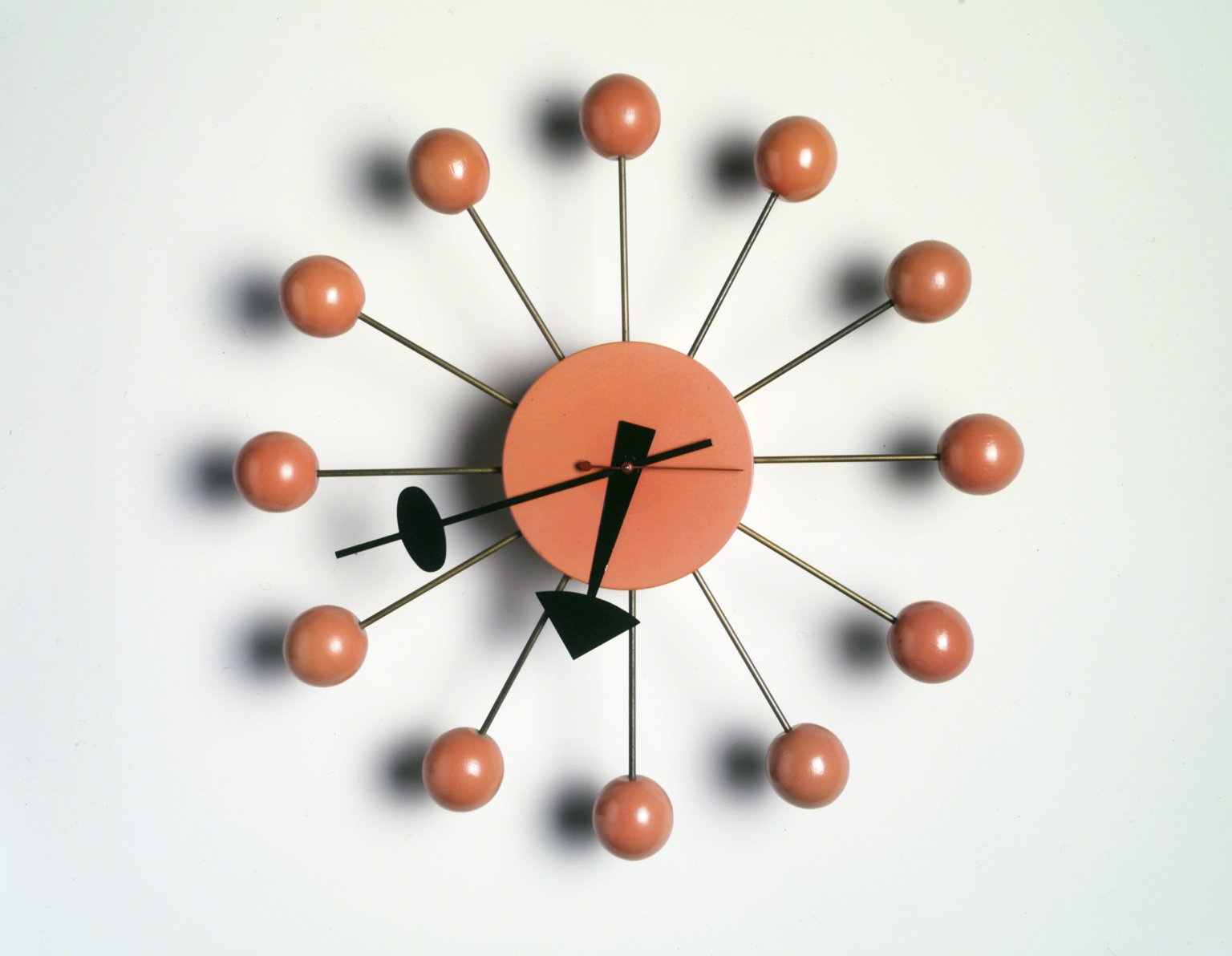
Стенные часы «Шары». 1948

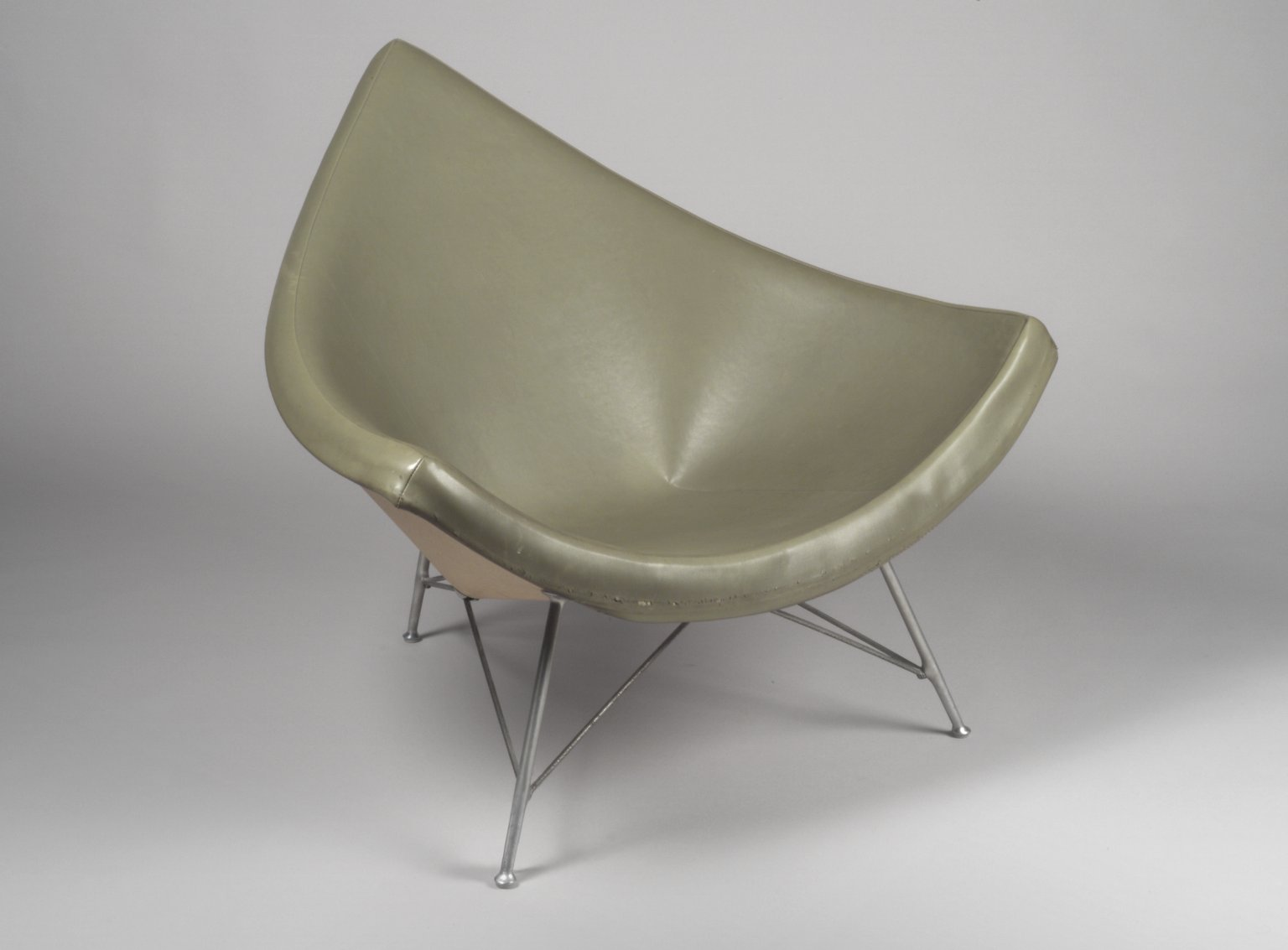
Кресло «Орех». 1958

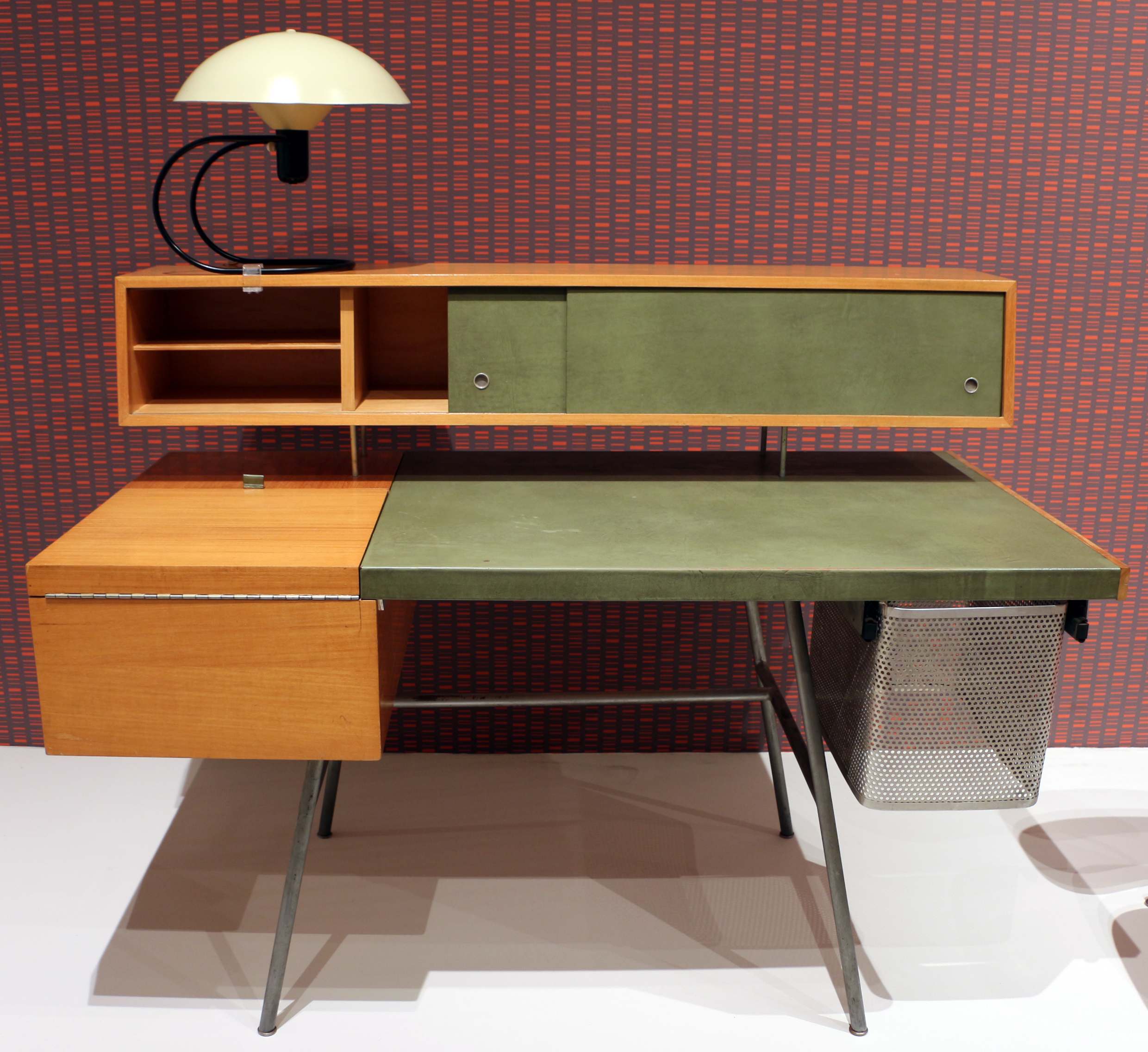
Мебель. «Herman Miller». 1951

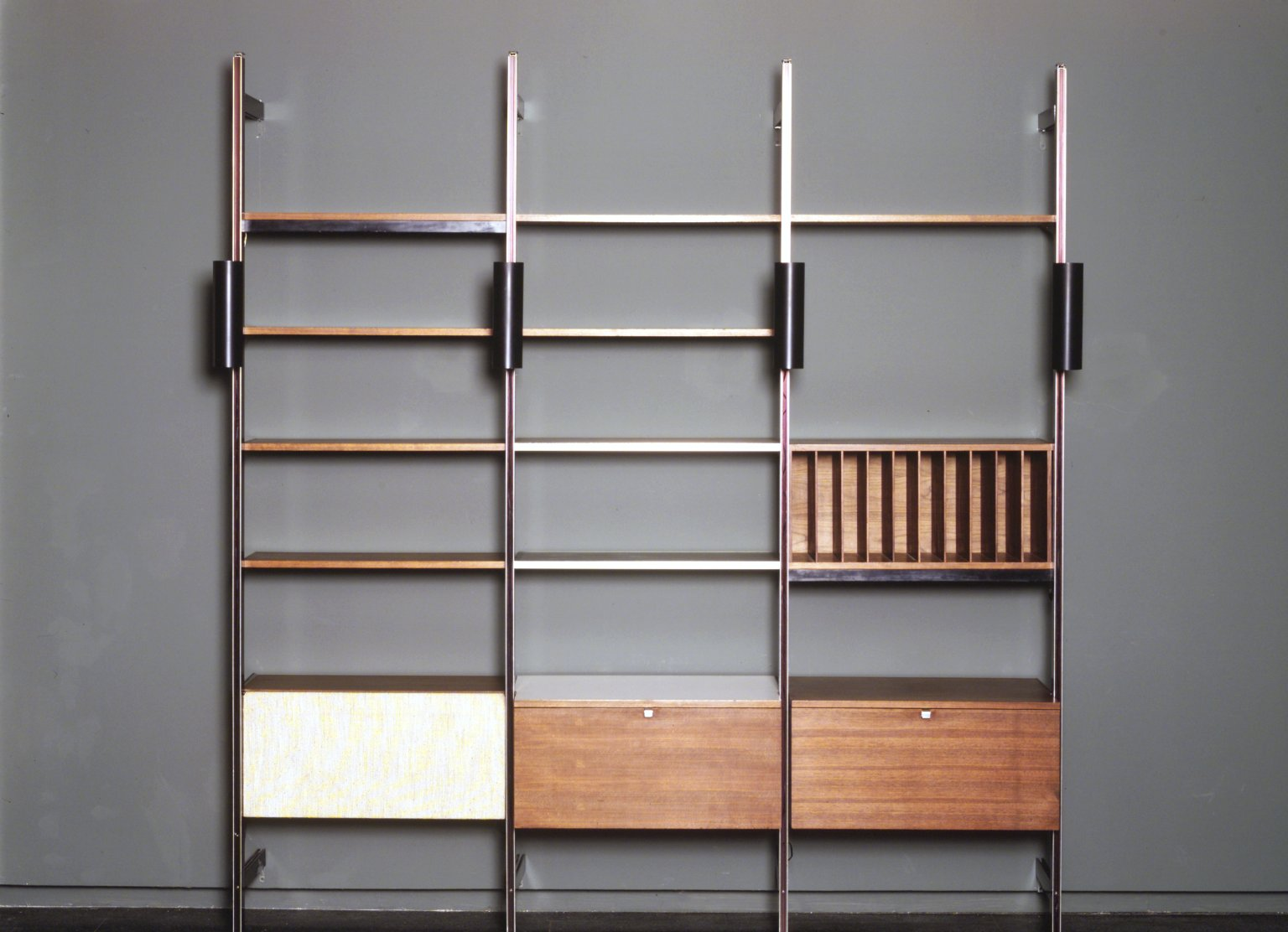
Мебельный стеллаж. 1966—1968

Нельсон родился в Хартфорде, США, в семье аптекаря. Окончил Хартфордскую государственную среднюю школу в 1924 году, после чего поступил в Йельский университет, где изучал архитектуру.
Нельсон получил раннее признание: ещё будучи студентом он публиковал статьи в журналах «Pencil Points» и «Architecture». На последнем курсе университета он был нанят архитектурной фирмой «Adams and Prentice» на работу чертёжника. В 1928 году он получил диплом архитектора. В 1929 году Нельсон, со степенью бакалавра, стал помощником учителя в Йельском университете. Степень в области изящных искусств он получил в 1931 году.
В следующем году, готовясь к конкурсу на Парижскую премию, он выиграл престижную Римскую премию, дающую стипендию, которая позволила ему изучать архитектуру в Риме в течение двух лет. Нельсон путешествовал по Европе, где встречался с основоположниками архитектурного модернизма. Он брал у них интервью для статей в журнале «Pencil Points». Во время интервью Нельсона с Людвигом Мис ван дер Роэ, тот спросил, что он думает о Фрэнке Ллойде Райте, о котором Нельсон мало что знал. Однако спустя годы Нельсон будет работать с Райтом над специальным выпуском журнала «Архитектурный форум» (Architectural Forum), который способствовал международной известности Райта.
Через несколько лет Джордж Нельсон вернулся в Соединенные Штаты, чтобы посвятить себя писательской деятельности. Через статьи в «Pencil Points» он познакомил Америку с работами Вальтера Гропиуса, Миса Ван дер Роэ, Ле Корбюзье и Джио Понти.
В 1935 году Нельсон стал штатным сотрудником журнала «Архитектурный форум», где он был сначала помощником редактора (1935—1943), а затем редактором-консультантом (1944—1949). Там он защищал принципы архитектуры модернизма, выступая против коллег, которые, как «промышленные дизайнеры», делали слишком много уступок коммерческим интересам заказчиков.
Как ведущий проектировщик мебельной компании «Herman Miller», Нельсон и руководимая им студия дизайна «George Nelson Associates» сделали много для утверждения новой, модернистской мебели XX века.
Нельсон считал, что работа дизайнера должна сделать мир лучше. По его мнению, природа уже была идеальной, но человек испортил её, создав вещи, которые не следовали законам природы. «Современный архитектор, отрезанный от символов, орнаментов и значимых разработок структурных форм, — писал Нельсон, — все из которых в более ранние периоды использовались в изобилии, отчаянно гонится за каждым функциональным требованием, каждым изменением внешнего вида или орнамента, каждым техническим усовершенствованием, чтобы обеспечить прочную основу для своей работы. Там, где ограничения были наиболее строгими, например, при создании фабрики или небоскреба, где каждый дюйм должен был приносить прибыль, дизайнеры были счастливы и результаты были наиболее удовлетворительными. Но во всей стране нет ни одной современной церкви, которая была бы сравнима с первоклассным кафетерием». Карьера Нельсона по-прежнему в основном заключалась в написании статей для архитектурных журналов, а не в разработке новых конструктивных решений, которыми он позднее прославился. В этот период Джордж Нельсон проводил много времени, беседуя и обмениваясь идеями с другими основателями модернистского архитектурного движения 1940-х годов, включая Элиота Нойеса, Чарльза Имса и Уолтера Б. Форда.
К 1940 году Нельсон стал известен благодаря нескольким архитектурным проектам. В своей послевоенной книге «Дом завтрашнего дня» (Tomorrow’s House), написанной в соавторстве с Генри Райтом, он представил концепцию «семейной комнаты» и «стены хранения». Стена для хранения представляла собой встроенную мебель: систему утопленных в стену книжных шкафов и стеллажей, занимающих пространство между стенами, которое ранее не использовалось. Эта идея возникла во время написания книги, когда издатель Нельсона настаивал на том, чтобы он закончил раздел о хранении. Ни Райт, ни Нельсон не смогли найти никаких ответов, когда Нельсон задал вопрос: «А что будет внутри стены?». Именно тогда родилась идея встроенной мебели. Книга имела коммерческий успех и вошла в список бестселлеров газеты «New York Times».
Программная статья о проектировании жилых домов и мебели, опубликованная Нельсоном в номере журнала за 1944 год, привлекла внимание Д. Дж. Депри, главы мебельной компании «Herman Miller». Вскоре Джордж Нельсон занял в компании должность директора по дизайну. Сотрудничая с компанией до 1972 года, он сумел стать ключевой фигурой американского дизайна.
В 1947 году открыл собственное дизайнерское бюро «George Nelson Associates», работая вместе с такими выдающимися сотрудниками, как Ирвинг Харпер, Эрнест Фармер, Гордон Чедвик, Джордж Черни и Дон Эрвин, чтобы создать бесчисленное количество дизайн-продуктов, некоторые из которых теперь считаются «иконами модернизма» середины XX века. Фирма «George Nelson Associates» разработала большую серию настенных и настольных часов для компании «Howard Miller», а также подвесные светильники, кованые каминные элементы, кашпо, «ленточные стены», шкафы для специй и многие другие проекты, которые стали важными вехами в истории дизайна. Многое сделано не самим Нельсоном, а его сотрудниками, но такова была его концепция и стратегия «хорошего метадизайна», в котором главное не отдельная вещь, а системный процесс формообразования.
В 1957 году основатель фирмы «Vitra» Вилли Фельбаум подписал свое первое лицензионное соглашение с Германом Миллером на производство мебели для европейского рынка. В последующие десятилетия сотрудничества с «Vitra» между Джорджем Нельсоном и Фельбаумом сложились дружеские отношения. Фельбаум говорил о Нельсоне: «Ни один другой выдающийся дизайнер не говорил так умно и так связно о своей работе». Нельсон выразил свои мысли по вопросам дизайна в многочисленных статьях и одиннадцати книгах; его основополагающий трактат «Как видеть» переиздавался несколько раз.
В 1959 году он работал ведущим дизайнером Американской национальной выставки в Москве.
В 1960 году Миллер создал «Исследовательскую корпорацию Германа Миллера под руководством Роберта Пропста и Джорджа Нельсона» (Herman Miller Research Corporation under the direction of Robert Propst, and the supervision of George Nelson).
Целью компании было изучить изменения в использовании офисной мебели, произошедшие в течение XX века. Проконсультировавшись с экспертами в области психологии, антропологии и других областей, Пропст создал линию «Action Office I», которая была выполнена студией Нельсона и впервые появилась в каталоге Германа Миллера 1964 года. За разработку «Action Office» Нельсон был удостоен престижной награды «Alcoa».
Нельсон продолжал работать редактором журнала и автором критических статей. Его писательское мастерство помогло повысить авторитет промышленного дизайна и внести свой вклад в создание в 1953 году журнала «Промышленный дизайн» (Industrial Design).
Нельсон ушел на пенсию с закрытием своей студии в середине 1980-х годов. В 1984 году он начал исследовательскую и преподавательскую работу в музее Купер-Хьюитта (Cooper Hewitt, Smithsonian Design Museum), Манхэттен, Нью-Йорк. Он умер в Нью-Йорке в 1986 году. Его наследие, принадлежащее Музею дизайна Vitra в Вайль-на-Рейне, Германия, насчитывает около 7400 рукописей, планов, рисунков, фотографий и слайдов, датированных периодом с 1924 по 1984 год.
В 2008 году Музей дизайна Vitra провёл ретроспективную выставку «Джордж Нельсон — архитектор, писатель, дизайнер, педагог».